# Абрамовка (Пацынь)
Абрамовка  — упразднённая деревня в 1964 году на территории Рогнединского района Брянской области России. Входила на год упразднения в состав Пацынского сельсовета Дубровского района Брянской области:39. На 2024 год в черте села Пацынь Рогнединского городского поселения.

## География
Находился в северной части Брянщины, в зоне хвойно-широколиственных лесов, в пределах южной окраины Смоленской возвышенности. По географическому описанию 1904 года в 50 вёрстах от уездного города Рославля.

### Климат
Климат характеризуется как умеренно континентальный. Средняя температура воздуха самого тёплого месяца (июля) — 18,3 °C; самого холодного (января) — −9 °C. Безморозный период длится в среднем 133 дня. Среднегодовое количество атмосферных осадков составляет около 600 мм, из которых большая часть выпадает в тёплый период.

## История
Возникла во второй половине XIX века.
До упразднения уездно-губернского деления в 1929 году в Рославльском уезде Смоленской губернии (до 1924 года — в составе Фёдоровской волости, в 1924—1926 годах в Тюнинской волости, в 1926—1929 в Сещенской волости).
До 1959 года в составе Фёдоровского сельсовета. Передана в состав Пацынского сельсовета в 1959 году при его образовании, вместе с другими деревнями Фёдоровского сельсовета (д. Пацынь, д. Абрамовка, д. Азарьевка, д. Толвино, пос. Косово). В 1963 году Решением исполнительного комитета Брянского областного Совета депутатов трудящихся от 14.01.1963 Рогнединский район был упразднен, его территория, вместе с Пацынском сельским Советом и деревнями передана в состав Дубровского сельского района Брянской области.
Упразднена в 1964 году.

## Население
122 человека, из них 60 мужчин, 62 женщины (1904).